# AFL - Division IV 2017
La AFL Division IV 2017 è stata la 3ª edizione del campionato di football americano di quinto livello, organizzato dalla AFBÖ.

## Squadre partecipanti
| Club                  | Città                  | Stadio | Sponsor ufficiale | Risultato nella stagione 2016 |
| --------------------- | ---------------------- | ------ | ----------------- | ----------------------------- |
| Air Force Hawks       | Tulln an der Donau     |        |                   |                               |
| Carnuntum Legionaries | Bruck an der Leitha    |        |                   |                               |
| Danube Dragons 2      | Vienna                 |        |                   |                               |
| Gmunden Rams          | Gmunden                |        |                   |                               |
| Pongau Ravens         | Sankt Johann im Pongau |        |                   |                               |
| Salzburg Bulls 2      | Salisburgo             |        |                   |                               |
| Salzburg Ducks 2      | Salisburgo             |        |                   |                               |
| Traun Steelsharks 2   | Traun                  |        |                   |                               |
| Upper Styrian Rhinos  | Kapfenberg             |        |                   |                               |
| Vikings Super Seniors | Vienna                 |        |                   |                               |
| Wörgl Warriors        | Wörgl                  |        |                   |                               |
| Znojmo Knights        | Znojmo                 |        |                   |                               |

## Stagione regolare

### Calendario

#### 1ª giornata
| Maria Enzersdorf 8 aprile 2017, ore 13:00 | Danube Dragons 2 | 39 – 0 (7-0 32-0 0-0 0-0) referto | Air Force Hawks | BSFZ-Arena |

| Oberaich 8 aprile 2017, ore 15:00 | Upper Styrian Rhinos | 42 – 22 (7-7 14-9 13-0 8-6) referto | Vikings Super Seniors | SV Oberaich |

| Fischamend 8 aprile 2017, ore 15:00 | Carnuntum Legionaries | 0 – 28 (0-28 0-0 0-0 0-0) referto | Znojmo Knights | ATSV Fischamend |

| Gmunden 8 aprile 2017, ore 16:00 | Gmunden Rams | 27 – 0 (7-0 12-0 6-0 0-0) referto | Traun Steelsharks 2 | SEP-Arena |

| Söll 9 aprile 2017, ore 14:00 | Wörgl Warriors | 37 – 0 (9-0 19-0 9-0 0-0) referto | Pongau Ravens | Salvenarena |

| 9 aprile 2017, ore 15:00 | Salzburg Ducks 2 | 31 – 39 (7-14 0-12 7-13 17-0) referto | Salzburg Bulls 2 |  |

#### 2ª giornata
| 15 aprile 2017, ore 16:00 | Znojmo Knights | 37 – 0 (10-0 7-0 6-0 14-0) referto | Danube Dragons 2 |  |

| 16 aprile 2017, ore 15:00 | Pongau Ravens | 3 – 14 (0-7 0-7 3-0 0-0) referto | Salzburg Ducks 2 |  |

| 17 aprile 2017, ore 15:00 | Salzburg Bulls 2 | 6 – 8 (0-0 0-8 6-0 0-0) referto | Gmunden Rams |  |

| 17 aprile 2017, ore 15:00 | Air Force Hawks | 0 – 29 (0-2 0-6 0-0 0-21) referto | Carnuntum Legionaries |  |

#### 3ª giornata
| 22 aprile 2017, ore 15:00 | Danube Dragons 2 | 12 – 13 (0-0 6-7 0-6 6-0) referto | Upper Styrian Rhinos |  |

| 23 aprile 2017, ore 14:15 | Gmunden Rams | 43 – 27 (13-7 8-0 8-14 14-6) referto | Salzburg Ducks 2 |  |

| 22 aprile 2017, ore 17:00 | Vikings Super Seniors | 0 – 42 (0-14 0-13 0-8 0-7) referto | Znojmo Knights |  |

| 23 aprile 2017, ore 15:00 | Traun Steelsharks 2 | 20 – 17 (0-0 7-3 0-14 13-0) referto | Wörgl Warriors |  |

#### 4ª giornata
| 6 maggio 2017, ore 15:00 CEST | Carnuntum Legionaries | 3 – 21 (3-0 0-7 0-14 0-0) referto | Danube Dragons 2 |  |

| 6 maggio 2017, ore 17:00 CEST | Traun Steelsharks 2 | 21 – 26 (7-7 14-7 0-6 0-6) referto | Gmunden Rams |  |

| 6 maggio 2017, ore 18:00 CEST | Vikings Super Seniors | 6 – 30 (0-6 0-0 0-7 6-17) referto | Upper Styrian Rhinos |  |

| 7 maggio 2017, ore 15:00 CEST | Salzburg Ducks 2 | 21 – 34 (7-14 7-17 7-3 0-0) referto | Wörgl Warriors |  |

| 7 maggio 2017, ore 15:00 CEST | Salzburg Bulls 2 | 36 – 0 (9-0 0-0 27-0 0-0) referto | Pongau Ravens |  |

| 7 maggio 2017, ore 18:00 CEST | Znojmo Knights | 42 – 6 (14-0 14-6 7-0 7-0) referto | Air Force Hawks |  |

#### 5ª giornata
| 20 maggio 2017, ore 15:00 | Pongau Ravens | 6 – 28 (0-0 0-13 0-8 6-7) referto | Traun Steelsharks 2 |  |

| 20 maggio 2017, ore 15:00 | Air Force Hawks | 49 – 14 referto | Vikings Super Seniors |  |

| 21 maggio 2017, ore 14:00 | Wörgl Warriors | 3 – 13 (0-0 3-0 0-0 0-13) referto | Salzburg Bulls 2 |  |

| 21 maggio 2017, ore 14:00 | Upper Styrian Rhinos | 28 – 21 (6-3 7-6 7-6 8-6) referto | Carnuntum Legionaries |  |

#### 6ª giornata
| 27 maggio 2017, ore 15:00 CEST | Salzburg Bulls 2 | 35 – 33 (20-27 0-0 7-0 8-6) referto | Salzburg Ducks 2 |  |

| 27 maggio 2017, ore 15:00 CEST | Vikings Super Seniors | 0 – 76 (0-28 0-21 0-14 0-13) referto | Danube Dragons 2 |  |

| 27 maggio 2017, ore 16:00 CEST | Znojmo Knights | 65 – 0 referto | Upper Styrian Rhinos |  |

| 28 maggio 2017, ore 15:00 CEST | Wörgl Warriors | 0 – 35 (0-7 0-6 0-0 0-22) referto | Gmunden Rams |  |

#### 7ª giornata
| 10 giugno 2017, ore 15:00 CEST | Upper Styrian Rhinos | 19 – 12 (0-6 19-0 0-6 0-0) referto | Air Force Hawks |  |

| 11 giugno 2017, ore 15:00 CEST | Pongau Ravens | 0 – 23 (0-17 0-0 0-3 0-3) referto | Wörgl Warriors |  |

| 11 giugno 2017, ore 16:00 CEST | Salzburg Ducks 2 | 29 – 39 (11-13 6-7 6-13 6-6) referto | Traun Steelsharks 2 |  |

| 11 giugno 2017, ore 16:00 CEST | Danube Dragons 2 | 17 – 21 (3-6 0-0 7-8 7-7) referto | Carnuntum Legionaries |  |

#### 8ª giornata
| 24 giugno 2017, ore 14:00 CEST | Traun Steelsharks 2 | 35 – 0 (6-0 21-0 0-0 8-0) referto | Salzburg Bulls 2 |  |

| 24 giugno 2017, ore 18:00 CEST | Gmunden Rams | 60 – 0 (14-0 27-0 13-0 6-0) referto | Pongau Ravens |  |

| 25 giugno 2017, ore 15:00 CEST | Carnuntum Legionaries | 40 – 7 (14-0 13-0 0-0 13-7) referto | Vikings Super Seniors |  |

| 25 giugno 2017, ore 16:00 CEST | Air Force Hawks | 0 – 36 (0-7 0-7 0-7 0-15) referto | Znojmo Knights |  |

### Classifica
La classifica della regular season è la seguente:
- PCT = percentuale di vittorie, G = partite giocate, V = partite vinte,  P = partite perse, PF = punti fatti, PS = punti subiti

#### Conference A
| Pos. | Squadra             | PCT   | G | V | N | P | PF  | PS  |
| ---- | ------------------- | ----- | - | - | - | - | --- | --- |
| 1    | Gmunden Rams        | 1.000 | 6 | 6 | 0 | 0 | 199 | 54  |
| 2    | Traun Steelsharks 2 | .667  | 6 | 4 | 0 | 2 | 143 | 105 |
| 3    | Salzburg Bulls 2    | .667  | 6 | 4 | 0 | 2 | 129 | 110 |
| 4    | Wörgl Warriors      | .500  | 6 | 3 | 0 | 3 | 125 | 89  |
| 5    | Salzburg Ducks 2    | .167  | 6 | 1 | 0 | 5 | 155 | 193 |
| 6    | Pongau Ravens       | .000  | 6 | 0 | 0 | 6 | 9   | 209 |

#### Conference B
| Pos. | Squadra               | PCT   | G | V | N | P | PF  | PS  |
| ---- | --------------------- | ----- | - | - | - | - | --- | --- |
| 1    | Znojmo Knights        | 1.000 | 6 | 6 | 0 | 0 | 250 | 6   |
| 2    | Upper Styrian Rhinos  | .833  | 6 | 5 | 0 | 1 | 132 | 138 |
| 3    | Danube Dragons 2      | .500  | 6 | 3 | 0 | 3 | 165 | 74  |
| 4    | Carnuntum Legionaries | .500  | 6 | 3 | 0 | 3 | 114 | 101 |
| 5    | Air Force Hawks       | .167  | 6 | 1 | 0 | 5 | 67  | 179 |
| 6    | Vikings Super Seniors | .000  | 6 | 0 | 0 | 6 | 49  | 279 |

## Playoff

### Tabellone
|  | Semifinali | Semifinali           | Semifinali |                |    | III Mission Bowl | III Mission Bowl | III Mission Bowl |  |
|  |            |                      |            |                |    |                  |                  |                  |  |
|  | 1A         | Gmunden Rams         | 45         |                |    |                  |                  |                  |  |
|  | 1A         | Gmunden Rams         | 45         |                |    |                  |                  |                  |  |
|  | 2B         | Upper Styrian Rhinos | 6          |                |    |                  |                  |                  |  |
|  | 2B         | Upper Styrian Rhinos | 6          |                | 1A | Gmunden Rams     | 7                |                  |  |
|  |            |                      |            |                | 1A | Gmunden Rams     | 7                |                  |  |
|  |            |                      | 1B         | Znojmo Knights | 24 |                  |                  |                  |  |
|  | 2A         | Traun Steelsharks 2  | 1B         | Znojmo Knights | 24 | 14               |                  |                  |  |
|  | 2A         | Traun Steelsharks 2  |            |                |    |                  |                  |                  |  |
|  | 1B         | Znojmo Knights       | 21         |                |    |                  |                  |                  |  |

### Semifinali
| Gmunden 8 luglio 2017, ore 18:00 | Gmunden Rams | 45 – 6 (20-0 3-6 13-0 8-0) referto | Upper Styrian Rhinos | SEP-Arena |

| 8 luglio 2017, ore 19:30 | Znojmo Knights | 21 – 14 (7-0 7-7 7-7 0-0) referto | Traun Steelsharks 2 |  |

### III Mission Bowl
| Gmunden 22 luglio 2017, ore 18:00 | Gmunden Rams | 7 – 24 (0-14 0-0 7-3 0-7) referto | Znojmo Knights | SEP-Arena |

## Verdetti
- /  Znojmo Knights Vincitori dell'AFL Division IV 2017